# 여인도
"여인도"(A woman fighter)는 한국에서 제작된 김영걸 감독의 1971년 영화이다. 김창숙 등이 주연으로 출연하였고 곽정환 등이 제작에 참여하였다.

## 출연

### 주연
- 김창숙
- 임지운
- 허장강
- 독고성